# Буревісник (волейбольний клуб, Харків)
«Буревісник» — історичний чоловічий волейбольний клуб з м. Харкова, Україна. Заснований у 1938 році. Один із найбільш титулованих чоловічих клубів України з волейболу. Виступав у вищій лізі Чемпіонату СРСР і УРСР. Клуб є сімнадцятиразовим чемпіоном УРСР, дворазовим володарем кубка УРСР, багаторазовим призером і фіналістом чемпіонату і кубка УРСР.

## Історія
У 1938 році студентська команда «Здоров'я» з Харкова під керівництвом граючого тренера Леоніда Бевза посіла 1-е місце на чемпіонаті Української РСР, що проходив у Києві і добилася права брати участь у чемпіонаті СРСР, який вперше розігрували для клубів. У всесоюзних першостях 1938 і 1939 років харківський клуб зайняв 5-е місце, у 1940 — 6-е.
У першому післявоєнному чемпіонаті СРСР, що пройшов у жовтні 1945 року, від Харкова виступав «Локомотив», проте в липні 1946 року студентська команда «Наука», ведена Володимиром Стрікуновим, обіграла залізничників у фіналі першості України і знову стала учасником чемпіонату Радянського Союзу.
У 1954 році, посіла дев'яте, передостаннє місце «Наука» вибула до другого ешелону — клас «Б» СРСР, у наступному сезоні вступила в спортивне товариство «Буревісник» і змінила назву. У 1956 році гравці «Буревісника» Георгій Гафанович, Володимир Горбунов та Борис Ломоносов у складі збірної Української РСР стали чемпіонами I Спартакіади народів СРСР. У 1957 році «Буревісник», який тренував Костянтин Блудов, на фінальному турнірі чотирьох команд у Свердловську повернув собі право грати в дивізіоні найсильніших у СРСР.
У 1959 році «Буревісник» став переможцем Всесоюзних зимових змагань. У команді грали Юрій Венгеровський, Георгій Гафанович, Володимир Горбунов, Едуард Ковпак, Борис Ломоносов, Віктор Пеліпак, Юрій Поярков, тренував колектив Василь Титар.
У 1960-і роки в «Буревіснику» продовжував виступати дворазовий олімпійський чемпіон Юрій Поярков, в 1964 році в команду повернувся з ЦСКА чемпіон Олімпійських Ігор в Токіо Юрій Венгеровський, в 1968 році дебютував Василіюс Матушевас, чемпіон Олімпіади в Мехіко. Вони визначали гру команди, що досягла в другій половині 1960-х стабільно високих результатів у чемпіонатах УРСР і СРСР. У 1967 році Юрій Поярков був капітаном збірної Української РСР, яка завоювала в Москві «золото» IV Спартакіади народів.
У чемпіонаті СРСР 1973 року «Буревісник» під керівництвом Леоніда Сміріна зайняв 12-е, останнє місце і покинув вищу лігу. Причиною невдачі була втрата провідних гравців — завершили кар'єру Юрій Поярков та Юрій Венгеровський, перейшов до ростовського СКА Валерій Ткаченко, а Леонід Ліхно й Олександр Мінак захищали кольори іншого харківської команди — ДБК, яка виступала в першій лізі і при цьому двічі, в 1972 і 1973 роках, виходила до фінальних турнірів Кубка СРСР, обігруючи на шляху до них земляків із «Буревісника».
1973 рік став останнім в історії «Буревісника».
«Буревісник» вписав чимало яскравих сторінок в історію українського і радянського волейболу. Клуб є 17-разовим чемпіоном Української РСР.
У довоєнні роки в харківській команді починали свій спортивний шлях заслужений майстер спорту, заслужений тренер Української РСР, суддя міжнародної категорії Олексій Йосипенко та заслужений майстер спорту, суддя міжнародної категорії Георгій Шелекетін. З бойовими нагородами повернулися з фронтів Другої Світової війни Микола Ваганов, Семен Дорфман, Олексій Йосипенко, Володимир Макрідін, Василь Титар, Георгій Шелекетін і інші майстри харківського волейболу. У команді під керівництвом заслуженого тренера СРСР Василя Титаря виросли олімпійські чемпіони Юрій Поярков, Юрій Венгеровський і Василіюс Матушевас. На науковому і педагогічній ниві проявили себе Георгій Гафанович, Володимир Макрідін і Юрій Поярков.

## Досягнення
Чемпіонат УРСР 
- Чемпіон (17): 1938, 1939, 1940(зима), 1946, 1947, 1948, 1949, 1951, 1956, 1958(зима), 1958(літо), 1959(зима), 1959(літо), 1960, 1961(осінь), 1966, 1968.
- Срібний призер (5): 1950, 1952, 1957(зіма), 1962, 1965, 1970.
- Бронзовий призер (4): 1953, 1954, 1957(літо), 1971.

Кубок УРСР 
- Володар (2): 1959, 1968.
- Фіналіст (13): 1946, 1947, 1948, 1950, 1951, 1952, 1957, 1958, 1962, 1963, 1966, 1967, 1969.

Чемпіонат СРСР 
- 5 місце (5): 1938, 1939, 1947, 1966, 1968.

## примітки
- Легендарний связуючий [Архівовано 31 липня 2010 у Wayback Machine.]
- В атаку йшли волейболісти [Архівовано 30 липня 2010 у Wayback Machine.]